# Bermudes aux Jeux olympiques d'hiver de 2002
Les Bermudes étaient représentés par 1 seul athlète aux Jeux olympiques d'hiver de 2002 à Salt Lake City (États-Unis).

## Luge
- Patrick Singleton